# Brodovlasnik
Brodovlasnik (vlasnik broda) je ovlaštenik je prava vlasništva na brodu koji može biti fizička ili pravna osoba koje daje potpunu privatnu pravnu vlast na brodu, a proteže se i na sve dijelove i pripadnosti.
Vlasnik se upisuje u upisnik brodova, koji su javne knjige u koje svatko ima pravo uvida, kao i u imenik vlasnika brodova. Kod fizičkih osoba koji su vlasnici, upisuju se ime i prebivalište, a kod pravnih (najčešće d.o.o. ili d.d.) tvrtka i sjedište, ali ne i članovi društva. Kad je d.o.o. vlasnik, odgovara društvo ali ne i članovi.
Brodovlasnik može i ne mora samostalno gospodarski iskorištavati brod. Razlog zašto ne mora je taj što može na osnovi ugovora o zakupu broda prepustiti ga drugoj osobi. U situacijama kad brodovlasnik nije plovidbeni poduzetnik, i dalje ostaje nositelj odgovornosti za djelatnost broda koja se temelji na stvarnopravnom odnosu prema brodu.
Vođenje doba u novije vrijeme brodovlasnici sve češće povjeravaju upraviteljima (menadžerima) koji pravno nisu ni brodovlasnik, ni brodar. 
U prošlosti je nositelj plovidbene aktivnosti bio samo brodovlasnik. Danas je sve manje važno tko je vlasnik broda, a sve je bitnije tko je nositelj plovidbene poduzetničke djelatnosti i nositelj odgovornosti, a to je brodar.
Za ugovorno i izvanugovorne obveze koje nastaju u vezi s plovidbom i iskorištavanjem broda u njegovu posjedu brodar je jedinstveni nositelj odgovornosti, te je jedini nositelj prava i obveza, a ne i brodovlasnik, osim ako brodar i brodovlasnik nisu isti subjekt.
Pravo na ograničenje odgovornosti za pomorske tražbine prema Konvenciji iz 1976. i PZ-u izvorno pripada vlasniku broda, ali Konvencija širi krug osoba koje imaju pravo ograničiti svoju odgovornost (spašavatelj i osiguratelj odgovornosti). Radi potreba ograničenja odgovornosti pojam brodovlasnika šire je protumačen, zbog toga što su neke izvorne funkcije brodovlasnika prenesene na druge osobe koje posluju ili upravljuju brodom, zbog čega se i njima priznaje pravo na ograničenje odgovornosti. U tom smislu Konvencijom iz 1976. i Pomorskim zakonikom, brodar, naručitelj iz brodarskog ugovora, poslovođa i upravitelj broda obuhvaćeni su pojmom brodovlasnika. PZ sve te osobe za potrebe primjene tog dijela PZ-a obuhvaća pojmom „brodar“. U pojam brodovlasnika ne ulaze samostalne osobe za koje brodovlasnik ne odgovara (npr. crew agent).
Kod brodovlasnika (brodara) visina odgovornosti brodovlasnika (brodara) je suprotna općim načelima obveznog prava. Ograničena je uz uvjet da ne postoji razlog za gubitak prava na ograničenje.
Sudska praksa prisilila je pravnike na potrebu uspostave uspostaviti sigurnijeg kriterija za ocjenu prava brodovlasnika na ograničenje odgovornosti, odnosno kriterija za ocjenu kada brodovlasnik gubi to pravo. Konvencija iz 1976. povećala je granice odgovornosti brodovlasnika do mjere koja dopušta da se iznosi odgovornosti mogu osigurati uz razboritu cijenu. Istom konvencijom postavljen je siguran kriterij gubitka prava na ograničenje. Konvencija se ne odnosi na tankere. Protokol iz 1996. još je više povećao iznose ograničenja, ali još nije stupio na snagu.